# Bucaniidae
Bucaniinae
Famille
Synonymes
- † Bucaniinae Ulrich & Scofield, 1897

Les Bucaniidae forment une famille fossile de mollusques préhistoriques, au classement incertain (gastéropodes ou monoplacophores) mais de la super-famille des Bellerophontoidea. Ils apparaissent à l'Ordovicien et disparaissent au Dévonien.

## Systématique
La famille Bucaniidae est décrite par Ulrich et Scofield en 1897,.

## Genres
Selon BioLib (24 septembre 2019):
- †Bucania Hall, 1847
- †Bucanopsina Horný, 1997
- †Grandostoma Horný, 1962
- †Kokenospira Bassler, 1915
- †Loxobucania Knight, 1942
- †Megalomphala Ulrich & Scofield, 1897
- †Offleya Poulsen, 1974
- †Phragmolites Conrad, 1838
- †Salpingostoma Roemer, 1876
- †Undulabucania Wahlman, 1992

### Publication originale
- (en) E. O. Ulrich et Wilbur H. Scofield, The Lower Silurian Gastropoda of Minnesota. In: Ulrich E. O., Scofield W. H., Clarke J. M. & Winchell N. H. The Geological and Natural History Survey of Minnesota, volume 3(2), Harrison and Smith, Minneapolis, 48 plates. plates 61-82 (page 849), 1897, 813-1081 p.